# Miasta Kataru
Według danych oficjalnych pochodzących z 2010 roku Katar posiadał ponad 20 miast o ludności przekraczającej 1 tys. mieszkańców. Stolica kraju Doha jako jedyne miasto liczyło ponad pół miliona mieszkańców; 3 miasta z ludnością 100÷500 tys.; 3 miasta z ludnością 50÷100 tys.; 2 miasta z ludnością 25÷50 tys. oraz reszta miast poniżej 25 tys. mieszkańców.

## Największe miasta w Katarze
Największe miasta w Katarze według liczebności mieszkańców (stan na 20.04.2010):
| L.p. | Miasto                                         | Okręg     | Liczba ludności |
| ---- | ---------------------------------------------- | --------- | --------------- |
| 1.   | Doha (الدوحة)                                  | Ad-Dauha  | 521 283         |
| 2.   | Ar-Rajjan (الريان)                             | Ar-Rajjan | 392 428         |
| 3.   | Doha Industrial Area (الريان المنطقة الصناعية) | Ad-Dauha  | 260 726         |
| 4.   | Az-Zachira (الذخيره)                           | Al-Chaur  | 128 574         |
| 5.   | Al-Chaur (الخور)                               | Al-Chaur  | 80 220          |
| 6.   | Al-Wakra (الوكرة)                              | Al-Wakra  | 79 457          |
| 7.   | Umm Salal Muhammad (أم صلال محمد)              | Umm Salal | 60 509          |
| 8.   | Asz-Szahanijja (الشحانية)                      | Ar-Rajjan | 35 393          |
| 9.   | Musajid (مسيعيد)                               | Al-Wakra  | 35 150          |

## Alfabetyczna lista miast w Katarze
(w nawiasie nazwa oryginalna w języku arabskim)
- Abu Nachla (أبو نخلة)
- Abu Samra (أبو سمرة)
- Doha (الدوحة)
- Al-Aturijja (العطورية)
- Al-Chaur (الخور)
- Al-Chisa (الخيسة)
- Al-Dżumajlijja (الجميلية)
- Al-Ghuwajrijja (الغويرية)
- Al-Kir'ana (الكرعانة)
- Al-Wakra (الوكرة)
- Al-Wukajr (الوكير)
- An-Nasranijja (النصرانيه)
- Ar-Rajjan (الريان)
- Ar-Ruwajs (Madinat asz-Szamal) (الرويس)
- Asz-Szahanijja (الشحانية)
- Az-Zachira (الذخيرة)
- Az-Zubara (الزبارة)
- Doha Industrial Area (الريان المنطقة الصناعية)
- Duchan (دخان)
- Fuwajrit (فويرط)
- Lusajl (لوسيل)
- Musajid (Umm Sa'id) (مسيعيد)
- Rawdat Raszid (روضة راشد)
- Szakra (شقرا)
- Umm Bab (أم باب)
- Umm Salal Muhammad (أم صلال)